# Kentaro Moriya
Kentaro Moriya (født 21. september 1988) er en japansk fodboldspiller.
Han har spillet for flere forskellige klubber i sin karriere, herunder Yokohama F. Marinos og Kawasaki Frontale.